# 1998 TU12
1998 TU12 är en trojansk asteroid i Jupiters lagrangepunkt L4. Den upptäcktes 13 oktober 1998 av Spacewatch vid Kitt Peak-observatoriet.
Asteroiden har en diameter på ungefär 24 kilometer.